# Moscow Calling
Moscow Calling — второй студийный альбом российской рок-группы Gorky Park (с англ. — «Парк Горького»), выпущенный фирмой CNR Records на грампластинках, компакт-дисках и аудиокассетах в Северной Европе в мае 1992 года. Является первым альбомом группы без участия Стаса Намина и Николая Носкова. Записан на английском языке.
В том же году был выпущен в Японии и России, а в следующем — в Германии и США. На японском и американском издании альбом вышел под именем Gorky Park 2: Moscow Calling. В 1993 году компакт-диск Moscow Calling обрёл платиновый статус в Дании.
Были сняты видеоклипы на «Moscow Calling», «I’m Going Down», «Tell Me Why» и «Stranger».

## История записи
В начале 1990 года Стас Намин отправил свою группу «Парк Горького» на первые гастроли по Америке. Ближе к концу тура участникам коллектива сообщили, что их менеджеры пропали вместе с деньгами группы. Компания PolyGram Records хотела заставить музыкантов компенсировать ущерб, в ответ «русские» решили подать на компанию в суд. Адвокат Николая Носкова посоветовал ему не участвовать в этом, в результате чего солист ушёл из группы и уехал обратно в СССР. Через четыре дня, 7 апреля 1990 года, коллектив выступил на ежегодном благотворительном рок-концерте Farm Aid, где Носкова у микрофона впервые заменил бас-гитарист Александр Миньков (Маршал). Компания PolyGram Records предлагала группе нового «американского» солиста, но, получив отказ, расторгнула с ней контракт. После этого «Парк Горького» не смог подписать новый контракт ни с одной американской рекорд-компанией.
В 1991 году группа начала сотрудничать с немецкой компанией BMG, в результате чего в том же году записала новый альбом в Лос-Анджелесе. По словам гитариста Алексея Белова, второй альбом записывался, как и первый, словно «из-под палки», поскольку студийное время стоило очень дорого и нужно было укладываться в жёсткие временные рамки. Демо для альбома приходилось писать по ночам в полузаброшенном доме без электричества. На запись вокала одной композиции уходило в среднем 6-7 часов.
В записи альбома, помимо участников самой группы, приняли участие вокалисты Ричард Маркс и Фи Вэйбилл из The Tubes, гитаристы Стив Лукатер из Toto, Стив Фэррис из Whitesnake, Двизил Заппа (сын Фрэнка Заппы) и саксофонист концертного состава Pink Floyd Скот Пейдж. Микширование прошло под руководством Эрвина Маспера.
В 1992 году был снят видеоклип на заглавную песню «Moscow Calling». Осенью 1993 года группа сняла в США три видеоклипа на песни с альбома Moscow Calling, ставшего платиновым в Дании: «I’m Going Down», «Tell Me Why» и «Stranger». В России их премьера состоялась в программе Михаила Борзина «Хит-конвейер» в конце декабря.
Moscow Calling вернул «Парку Горького» популярность и гастроли по всему миру. По словам участников группы, в Дании первый альбом продержался в пятёрке лучших более года, а второй — стал первым в списке в первую же неделю. Однако в России Moscow Calling разошёлся в основном пиратским тиражом. Международный успех альбома позволил обрести «Парку Горького» финансовую независимость и обустроить собственную студию в Лос-Анджелесе.

## Критика
В мае 1993 года рок-критик Владимир Елбаев в своём обзоре на альбом Moscow Calling (Moroz Records, 1992) в журнале «Мелодия» дал ему положительную оценку, несмотря на то, что его материал представляет собой «доведённый до кондиции» прежний альбом.
Музыкальный критик сайта AllMusic Джейсон Андерсон заметил, что по звучанию альбом временами очень напоминает альбом Pyromania (1983) группы Def Leppard и, хоть и умело выполнен, но слишком поздно вышел для своего американского релиза, поэтому и не вызовет большого интереса ни у кого, кроме русских фанатов «Парка Горького».

## Список композиций
| №   | Название                                    | Текст песни                               | Музыка                                                                          | Длительность |
| --- | ------------------------------------------- | ----------------------------------------- | ------------------------------------------------------------------------------- | ------------ |
| 1.  | «Moscow Calling»                            | Алексей Белов                             | Алексей Белов                                                                   | 5:09         |
| 2.  | «All Roads»                                 | Стив Даймон                               | Алексей Белов                                                                   | 5:10         |
| 3.  | «Politics of Love»                          | Алексей Белов                             | Алексей Белов                                                                   | 4:03         |
| 4.  | «Tomorrow»                                  | Алексей Белов, Струан Огланбай            | Алексей Белов                                                                   | 5:55         |
| 5.  | «Stranger»                                  | Алексей Белов                             | Алексей Белов                                                                   | 4:49         |
| 6.  | «Volga Boatman» (Instrumental)              | нет                                       | на основе русской народной песни «Дубинушка» в обработке группы «Парк Горького» | 1:14         |
| 7.  | «Strike»                                    | Алексей Белов                             | Алексей Белов                                                                   | 3:50         |
| 8.  | «Welcome to the Gorky Park»                 | Фи Вэйбл                                  | Алексей Белов                                                                   | 4:21         |
| 9.  | «Two Candles»                               | Алексей Белов, Андрей Григорьев, Фи Вэйбл | Ян Яненков, Александр Миньков (Маршал), Алексей Белов                           | 5:01         |
| 10. | «I’m Going Down»                            |                                           | Алексей Белов                                                                   | 4:30         |
| 11. | «City of Pain» (Bonus on CD & КК)           | Алексей Белов, Кевин Робертс              | Алексей Белов                                                                   | 4:57         |
| 12. | «Don’t Pull the Trigger» (Bonus on CD & КК) | Алексей Белов, Фи Вэйбл                   | Алексей Белов                                                                   | 4:55         |
| 13. | «Tell Me Why»                               | Тодд Мэгхер                               | Алексей Белов                                                                   | 3:25         |

## Участники записи
Участники группы
- Александр Миньков (Маршал) — вокал, бас-гитара
- Алексей Белов — гитара, клавишные, бэк-вокал
- Ян Яненков — гитара
- Александр Львов — ударные

Другие участники
- Ричард Маркс — бэк-вокал (13)
- Стив Ли Лукатер — соло-гитара (12)
- Скот Пейдж — саксофон (4)
- Стив Фэррис — соло-гитара (7)
- Fee Waybill[англ.] — бэк-вокал
- Двизил Заппа — гитара

## Чарты и ротации
12 сентября 1992 года альбом Moscow Calling (от фирмы CNR) попал на второе место в чарте Top 10 Sales In Europe: Denmark, а также на одну неделю разместился на 99 месте в общем европейском хит-параде альбомов European Top 100 Albums влиятельного журнала Music & Media.
В августе 1992 года песня «Moscow Calling» попала в ротацию нескольких радиостанций Дании и Норвегии, а через месяц зазвучала в эфире Швеции. В сентябре сингл «Moscow Calling» на одну неделю попал на девятое место в чарте Top 10 Sales In Europe: Denmark журнала Music & Media.

## Издания
В мае 1992 года голландская фирма CNR Records выпустила альбом Moscow Calling на грампластинках, компакт-дисках и аудиокассетах в Северной Европе (Дания и Скандинавия). В поддержку выхода альбома фирма выпустила одноимённый сингл, состоящий из двух песен — «Moscow Calling» и «Politics of Love». 23 сентября 1992 года японская фирма Panam выпустила компакт-диск в Японии под именем Gorky Park 2: Moscow Calling. Альбом был дополнен одноимённым синглом, состоящим из двух песен — «Moscow Calling» и «Welcome to the Gorky Park».
В январе 1993 года российская фирма Moroz Records выпустила в России на грампластинках и компакт-дисках альбом, на лицевой обложке которого находятся участники группы. По данным газеты «Джокер», к концу года альбом был продан в количестве 25 тысяч экземпляров.
В марте 1993 года немецкая фирма BMG Ariola München GmbH выпустила альбом Moscow Calling на компакт-дисках в Германии с логотипом группы на обложке. 29 марта 1993 года фирма M.I.R. Records выпустила в США компакт-диск под именем Gorky Park 2 с изображением байкера на обложке. 17 октября 1994 года российская студия «Союз» переиздала альбом с этим оформлением на аудиокассетах.
В 1993 году компакт-диск Moscow Calling обрёл платиновый статус в Дании. Согласно IFPI Danmark, до 1994 года платиновый сертификат присваивался при тираже или продаже альбома в 80 тысяч экземпляров.
| Страна / Регион                       | Лейбл                   | Год релиза                 |
| ------------------------------------- | ----------------------- | -------------------------- |
| Северная Европа (Дания и Скандинавия) | CNR Records             | май 1992 года (LP, CD, MC) |
| Япония                                | Panam                   | 23 сентября 1992 года (CD) |
| Россия                                | Moroz Records           | январь 1993 года (LP и CD) |
| Германия                              | BMG Ariola München GmbH | март 1993 года (CD)        |
| США                                   | M.I.R. Records          | 29 марта 1993 года (CD)    |
| Россия                                | Студия «Союз»           | 17 октября 1994 года (MC)  |
| Россия                                | Nox Music               | 2000 (CD)                  |